# Дино Доганов
Дино (Диньо) Филев (Фильов) Доганов или Догалов е български общественик от Македония и революционер, деец на Вътрешната македоно-одринска революционна организация.

## Биография
Роден е през или около 1866 година в град Гевгели, тогава в Османската империя, днес в Северна Македония. Завършва първи гимназиален клас и се занимава с лозарство. Като по-виден и благонадежен гражданин на Гевгели, присъединява се към ВМОРО през 1894 година, посветен от ръководителя Никола Бояджиев или от учителя Анастас Дорев.
След като гърци и гъркомани в града научили за съществуването на тайна революционна организация, опитвали се да научат тайните ѝ и да ги докладват на властите. Петър Минчев се опитал да подмами Доганов, че иска да се включи в делото, като му предлагал оръжие и всичко необходимо за организацията. Доганов редовно докладвал за този случай на околийския ръководител. Околийския комитет в Гевгели заключил, че има възможност Минчев да се сближи с по-наивен член и го осъдил на смърт. На 16 септември 1898 година Доганов и Йордан Йосифов извели Минчев извън града, в местността Бялата пръст, под предлог че ще го посветат в тайните на организацията, и го убили. За това убийство нямало арестувани, тъй като властите не могли да разберат как е станало убийството и кой го е извършил. През същата година Доганов проводя в Гевгели войводите Апостол Петков и Иванчо Карасулията, за да изпълнят смъртната присъда срещу д-р Кивирнидис, когото преди 15 години гръцкото посолство изпратило в Гевгели да засили гръцката пропаганда и за когото околийския комитет на ВМОРО е установил, че е вреден за организацията. Убийството е извършено в нощта на 12 ноември.
В началото на 1902 година избухва Гевгелийската афера след изпълнението на утвърдената от Централния комитет смъртна присъда на трима членове на организацията, които от името на ВМОРО са изнудвали пари от видни граждани и продължавали тази дейност и след упомена от организацията. Когато разбрали за убийствата на техните близки, семействата заплашвали организацията, че ще си отмъстят и ще явят на властите и след като организацията ги упоменява, те го правят, като посочват и Доганов като един от главните виновници за убийствата. На Тодоровден Спиро Попилиев, брат на един от убитите, отишъл у дома на Доганов за да го убие, но той се скрил и нищо не станало. Два дни след това Доганов, от чиновник, негов близък приятел, разбрал, че е и той посочен като виновен, и забягал в село Моин. Същата вечер там пристигнала четата на Дино Диновски, която изпълнила смъртната присъда на тримата несъвестни работници, и той се присъединил към нея. В следващите дни забягали и други членове на организацията.
По негови думи, бил е част от четата на Михаил Апостолов – Попето, а по-късно и от тези на Сава Михайлов и Аргир Манасиев. В навечерието на Илинденско-Преображенското въстание е част от четата на Сава Михайлов, който на 1 март 1903 година се явява като самостоятелен войвода в Гевгелийско. На 10 ноември 1903 година заедно с Сава Михайлов заминава за България. След амнистията от султана, в първите дни на май 1904 година се завръща в Гевгели и продължава революционната си дейност. В България се настанява в Станимака, където създава мирно овощно стопанство.
При избухването на Балканската война в 1912 година е доброволец в Македоно-одринското опълчение и служи в Нестроевата рота на 1-ва дебърска дружина.
Завръща се в родния си край след освобождението на Вардарска Македония през 1941 година. Депозира 200 000 лева в общината в Гевгели за образуване фонд за постройка на почивен дом за болни от туберкулоза. Цеко Стефанов Попиванов го среща с Тимчо Ковански и Тома Продромов в Гевгелийско и научава за живота му, който записва в статия, публикувана през юли 1942 година в пловдивския вестник „Воля“.